# زایچیچه
زایچیچه (به صربی: Zaječiće) یک منطقهٔ مسکونی در صربستان است که در سینیتسا واقع شده‌است. زایچیچه ۱۸۵ نفر جمعیت دارد.